# 수상한 스캔들
《수상한 스캔들》은 대원씨아이에서 발행하는 김윤아 작품의 대한민국의 만화이다. 2010년 9월 20일, 제 1권이 발간되었다.

## 줄거리
이 만화는 시나리오 작가를 꿈꾸고 있는 고등학생 은가을과 그 주변 인물에 대한 스토리를 다루고 있다.